# Parachute Cord

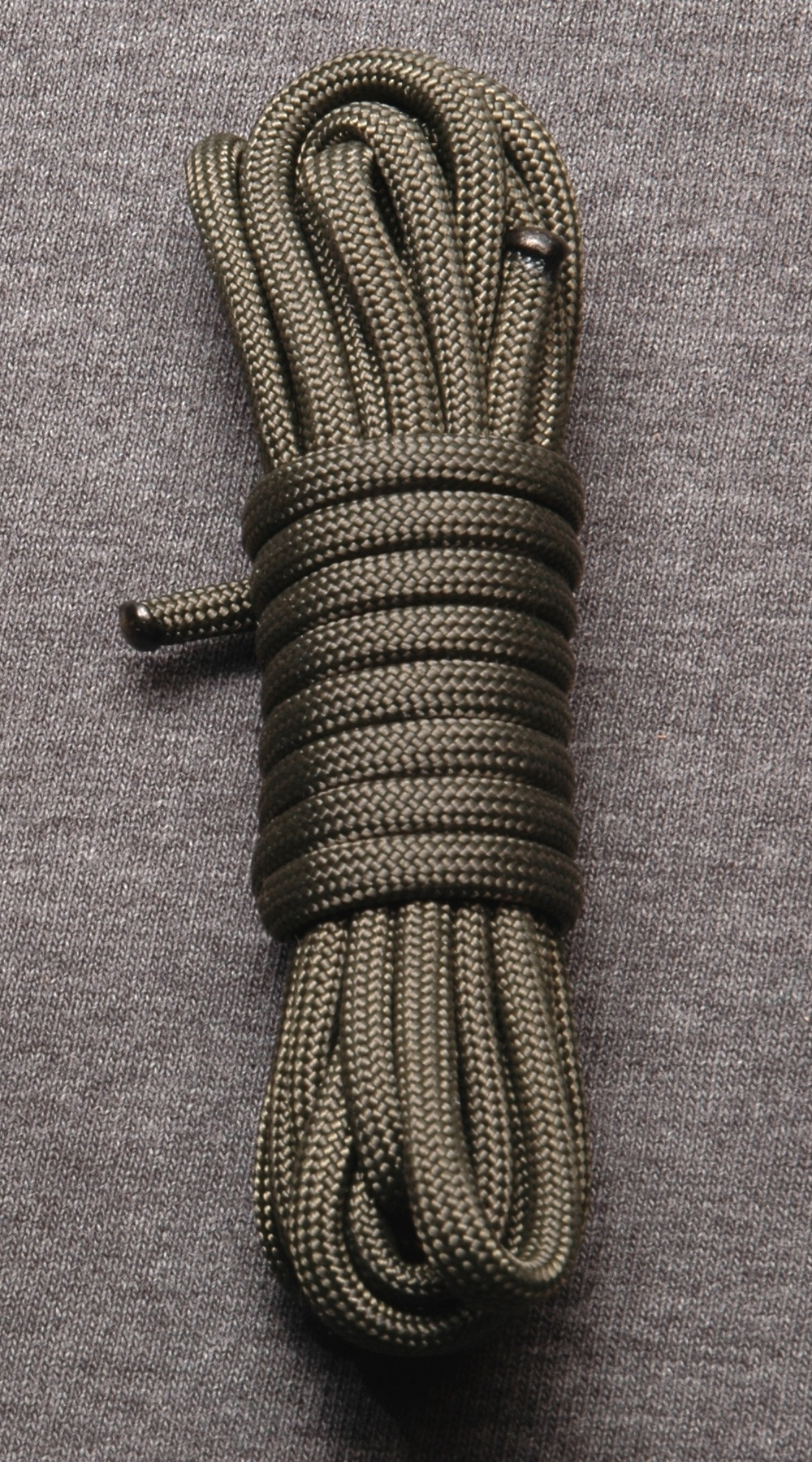
Bündel aus drei Meter kommerziellen Paracords des Typs III

Parachute Cord (Fallschirmleine) oder Paracord bzw. 550 cord ist ein dünnes, leichtes Kernmantel-Seil aus Nylon, das ursprünglich als Fangleine bei amerikanischen Fallschirmen im Zweiten Weltkrieg eingesetzt wurde. Nach dem Absprung konnten die Fallschirmjäger die Leinen für viele andere Zwecke nutzen. Heute wird Paracord nicht nur von den amerikanischen Streitkräften als vielseitige Allzweck-Leine eingesetzt, sondern wurde beispielsweise auch bei der Space Shuttle Mission STS-82 verwendet, um Teile der Isolation des Hubble-Weltraumteleskops zu reparieren. Heute wird das Allzweckseil unter anderem auch beim Bushcrafting verwendet.
Die Ummantelung besteht aus einer großen Anzahl von eng ineinander verflochtenen Fäden, was eine gleichmäßig glatte Oberfläche ergibt. Da die Leine ausschließlich aus Nylon gefertigt wird, ist sie einigermaßen elastisch. Je nach Situation kann dies ein Vor- oder Nachteil sein.

## Militärische Nutzung

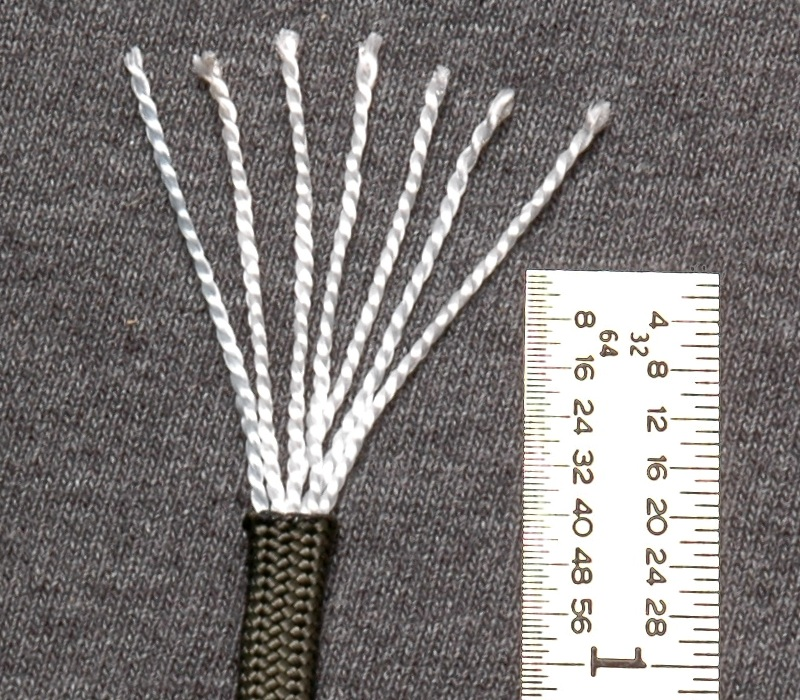
Der Mantel dieses kommerziellen Paracords ist aus 32 einzelnen Fäden geflochten. Der Kern besteht aus sieben zweisträhnigen Fäden. Die Skala ist in Zoll.

Trotz der historischen Verbindung von Paracord mit Fallschirmjägern haben praktisch alle Einheiten des US-Militärs Zugriff darauf. Es wird in fast jeder Situation eingesetzt, in der Tauwerk erforderlich ist. Typische Einsatzgebiete sind die Befestigung von persönlicher Ausrüstung am Mann oder von Gegenständen an Fahrzeugen, Spannen von Tarnnetzen und so weiter. Wenn sich Knoten oder Perlen in der Leine befinden, kann Paracord als Entfernungs- oder Geschwindigkeitsmesser eingesetzt werden. Die Kernseile können entfernt werden, wenn feineres Tauwerk benötigt wird, z. B. um eine Angelschnur zu reparieren. Der Nylon-Mantel wird häufig alleine eingesetzt, wenn ein dünneres oder elastischeres Seil benötigt wird. Durch das Anschmelzen der Enden wird ein Ausfransen der Leine verhindert.
Neben den reinen Funktionen als Werkzeug wird Paracord manchmal genutzt, um Lanyards, Gürtel oder andere dekorative Gegenstände zu flechten. Es wird von vielen Angehörigen des US-Militärs, die im Einsatz des Central Command Area of Responsibility stehen, häufig im Nahen Osten genutzt, um ein Armband zu flechten. Dieses Armband wird aus drei gleich langen Leinenstücken geflochten und mit einer Schleife gesichert, in die ein Knopf der Wüstentarn-Uniform eingeknotet wird.

## Herstellung
Die inaktivierte Spezifikation beschreibt die Anforderungen für die Herstellung konformer Kabel. Die Fasern für die Außenhülle müssen mit einem zugelassenen Farbstoff eingefärbt werden; der Farbstoff darf weder die Faserstruktur noch das fertige Produkt beeinträchtigen. Die ungefärbten Fasern werden fest gedreht, um die inneren Garne zu bilden: 3 Faserbündel pro Kerngarn. Die Garne werden dann über die Fäden geflochten. Die Anzahl der Garne richtet sich nach der Schnurart; Typ III hätte 7–9 Garne. Die Schnur wird gedämpft, um diese zu straffen. Dieser Schritt ist für den Fallschirmeinsatz von entscheidender Bedeutung, da die zusätzliche Dehnung hilft, den Schock abzufangen, wenn der Fallschirm eingesetzt wird.

### Herstellerkennzeichnungen
Der inaktivierte US-Militärstandard MIL-C-5040H bezog sich auf einen Farbcode, mit dem die Hersteller der Schnur identifiziert werden konnten. Die Hersteller würden mehrere gefärbte Stränge einfügen, indem sie einen in MIL STD 905 (auch inaktiviert) zugewiesenen Code verwenden, um sich zu identifizieren. Dies geschah, um im Falle eines Seilversagens die Quelle des Unterpar-Seils zu ermitteln. Typ 1A-Kabel und Typ 2A-Kabel hätten die Markierungsfasern auf der Hülle, da sie keine inneren Garne enthalten. Typen 1, III und IV hätten Garne mit der Markierungsfarbe.

## Typen
Das US-Militär definierte im Standard MIL-C-5040H sechs verschiedene Typen: I, IA, II, IIA, III, IV. Die Typen IA und IIA bestehen hierbei lediglich aus einem Mantel und verfügen über keinen Kern. Die am häufigsten verwendete Variante ist Type III, mit einer Mindestbruchlast von 550 engl. Pfund (249 kg), daher auch der Beiname 550 cord.
Der Standard spezifiziert einige Eigenschaften, die die verschiedenen Typen mindestens erfüllen müssen. Obwohl die Garnfeinheit für den Mantel und den inneren Kern genau festgelegt ist, gibt es keine Vorgaben für den eigentlichen Durchmesser der Leine. Der Durchmesser liegt je nach Typ zwischen ca. drei und fünf Millimetern. Nachfolgend eine Tabelle mit ausgewählten Merkmalen.
| Typ | Typ | Mindestbruchlast | Minimale Ausdehnung (Bruchdehnung) | Minimale Länge pro Kilogramm | Kernfäden | Struktur der Ummantelung | Durchmesser |
| --- | --- | ---------------- | ---------------------------------- | ---------------------------- | --------- | ------------------------ | ----------- |
| I   | 95  | 43 kg            | 30 %                               | 638 m                        | 4 bis 7   | 32/1 oder 16/2           | ca. 1,6 mm  |
| IA  | 100 | 45 kg            | 30 %                               | 706 m                        | kein Kern | 16/1                     | ca. 1,18 mm |
| II  | 400 | 181 kg           | 30 %                               | 178 m                        | 4 bis 7   | 32/1 oder 36/1           | ca. 3 mm    |
| IIA | 225 | 102 kg           | 30 %                               | 333 m                        | kein Kern | 32/1 oder 36/1           |             |
| III | 550 | 249 kg           | 30 %                               | 151 m                        | 7 bis 9   | 32/1 oder 36/1           | ca. 4 mm    |
| IV  | 750 | 340 kg           | 30 %                               | 111 m                        | 11        | 32/1, 36/1, oder 44/1    | ca. 4,5 mm  |

## Zivile Produkte
Die Eigenschaften von Paracord können auch für zivile Anwendungen hilfreich sein. Nach dem Zweiten Weltkrieg war Paracord zuerst als Ausschuss des US-Militärs, später als gewöhnliches Produkt erhältlich. Während einige kommerzielle Produkte nach der militärischen Spezifikation gefertigt werden, gibt es auch solche, die sich in Form und Qualität jedoch unterscheiden. Paracord von schlechter Qualität weist weniger Fäden in Mantel oder Kern auf, einen Kern aus losen Fasern anstelle von einzelnen Fäden oder anderes Material als Nylon. Der militärische Standard sieht nur zwei Farben für den Mantel vor, Camouflage Green 483 oder die natürliche Farbe des Nylons.

### Makramee
Aus der militärischen Verwendung kommend, wurden auch zivile Anwendungen abgedeckt. So wurden z. B. Armbänder (Bracelet), Lanyard und Gürtel als ständig bei sich zu tragende Rettungsschnur geknüpft. Auch als Fangriemen an Messern oder Schlüsselanhängern werden farbige Paracordschnüre eingesetzt, wobei unterschiedliche Knoten angewendet werden.